# Sandman (folclore)

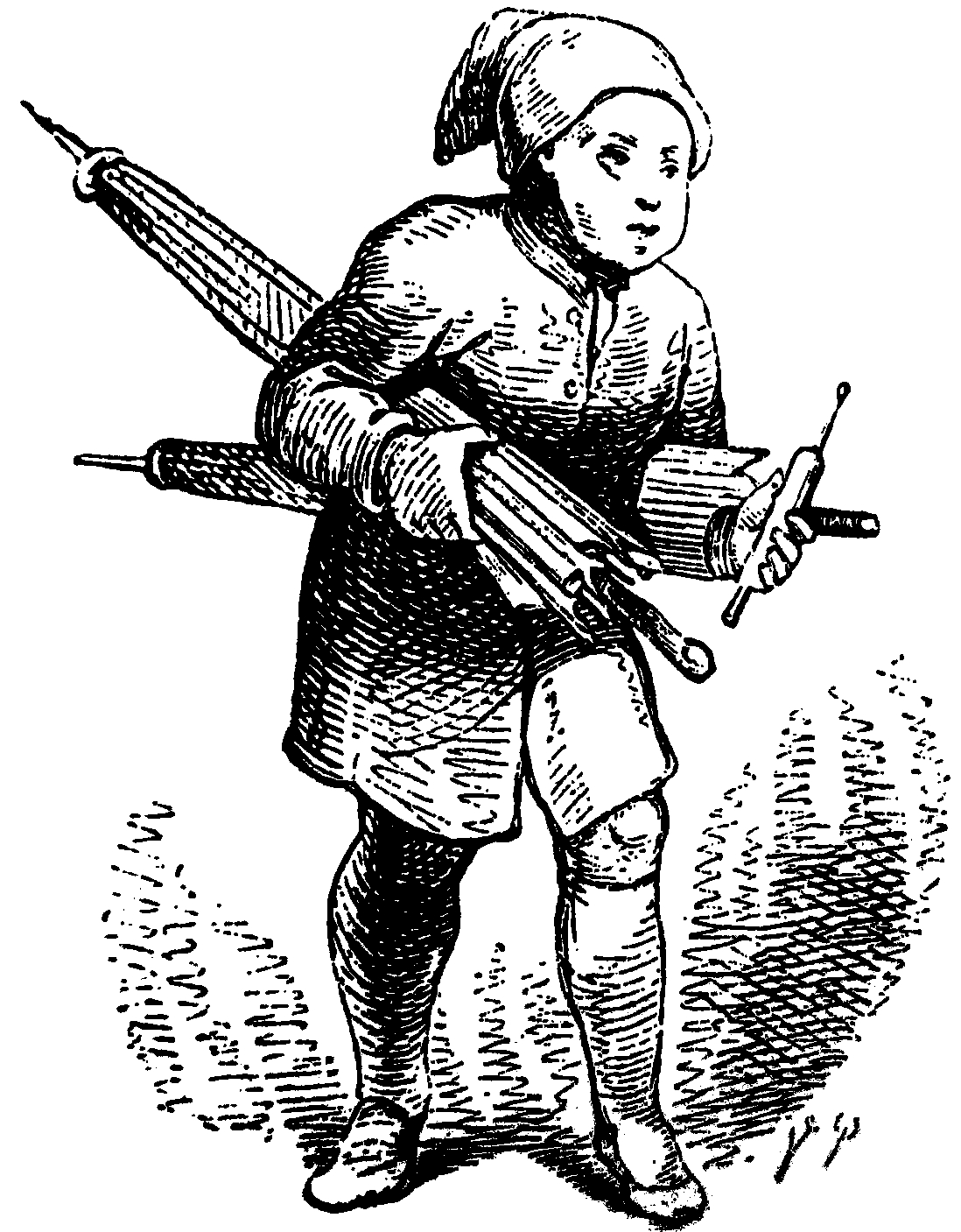
Vilhelm Pedersen hizo este dibujo representativo del Sandman para ilustrar el libro de cuentos titulado Ole Lukøje ("Mr. Sandman") escrito por Hans Christian Andersen

El Arenero o Sandman es un personaje del folclore europeo, sobre todo de la mitología celta, que visita cada noche el dormitorio de la gente mientras duermen, para rociarles arena mágica en los ojos y así, los durmientes tendrán sueños hermosos (de ahí su nombre sand - arena y man - hombre) y por eso la legaña adquiere el nombre de arena, arena mágica o arena de sueño. Suele aparecer con frecuencia en las canciones populares estadounidenses de la década de los años 50, como por ejemplo, en Mister Sandman, escrita por Pat Ballard en 1954, pero popularizada por el grupo femenino The Chordettes.

## Aspecto  físico
Hay muchas versiones, desde la clásica de un duende pequeño, pasando por un hombre que viste un frac y con él lleva pequeñas bolsas de arena, el vendedor ambulante de arena, hasta la más moderna y actual en la cual se le representa como un hombre de estética gótica (en el cómic The Sandman).

## Origen
Este personaje está presente en las mitologías que tienen raíces célticas y sajonas como es la mitología irlandesa, gallega, bretona e inglesa. La relación entre la arena y los sueños probablemente viene del hecho de que cuando tenemos sueño notamos una especie de "arena" o leve molestia en los ojos que nos invita a dormir. Así, según la leyenda, esto se debería a que el hombre de arena va echando su cargamento sobre nuestros ojos para inducirnos el sueño. Otra explicación, minoritaria, es que la mayoría de las veces no recordamos lo que hemos soñado como si al despertar se hubiese "lavado" el recuerdo de nuestra mente, y la arena se solía usar para limpiar en los hogares.
En la tradición mitológica griega existe un personaje parecido llamado Hypnos, lanzador de los Oniros.
En la cultura rumana también existe un personaje de características similares llamado Moș Ene.   

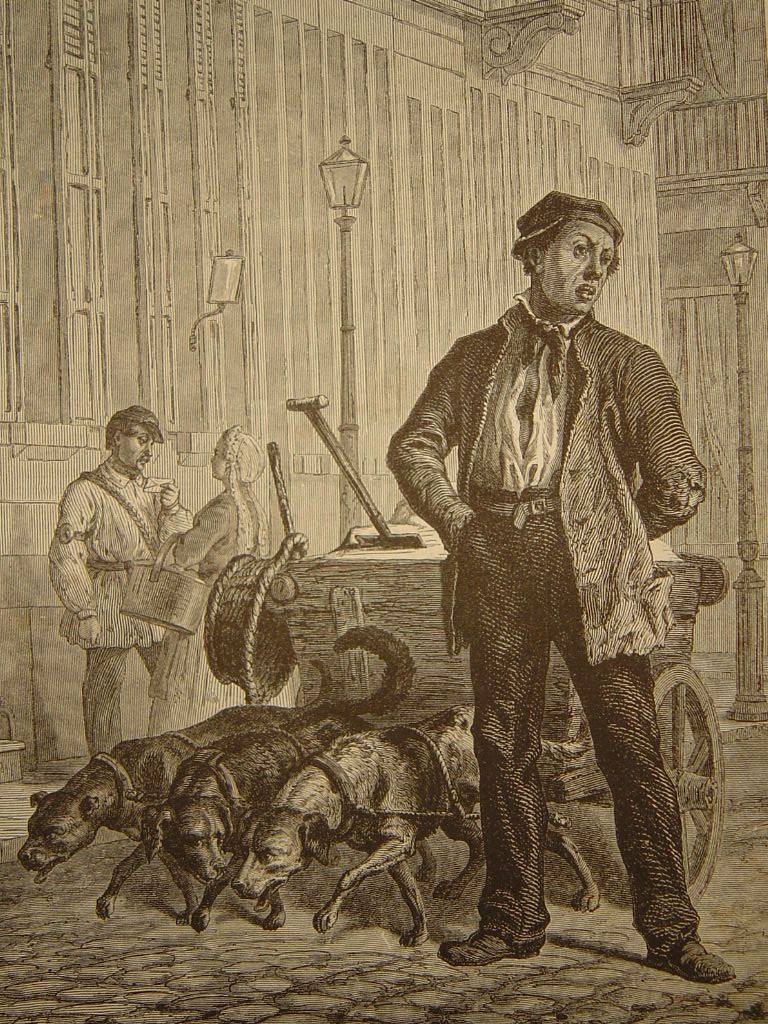
Vendedor ambulante de arena. Stich 1871

## Literatura
El cuento Der Sandmann de E.T.A. Hoffmann, considerado el primer cuento fantástico, que influenció a Edgar Poe y otros autores posteriores.
El cuento popular de 1841 de Hans Christian Andersen, Ole Lukøje, presentó al hombre de arena, llamado Ole Lukøje, al relatar los sueños que le dio a un niño en una semana a través de su técnica mágica de rociar polvo en los ojos de los niños. "Ole" es un nombre danés común y "Lukøje" significa "ojo de cerca".  Andersen escribió:
No hay nadie en el mundo que conozca tantas historias como Ole-Luk-Oie, o que pueda relatarlas tan bien. Por la noche, mientras los niños están sentados a la mesa o en sus sillitas, él sube las escaleras muy suavemente, pues camina en calcetines, luego abre las puertas sin el menor ruido y arroja una pequeña cantidad de polvo fino en sus ojos, lo justo para evitar que los mantengan abiertos y no lo vean. Luego se arrastra detrás de ellos y sopla suavemente sobre sus cuellos, hasta que sus cabezas comienzan a inclinarse. Pero Ole-Luk-Oie no desea hacerles daño, porque le gustan mucho los niños y solo quiere que se callen para que él les cuente bonitas historias, y nunca se callan hasta que están en la cama y se duermen. Tan pronto como se duermen, Ole-Luk-Oie se sienta en la cama. Está bien vestido; su abrigo está hecho de tela de seda; es imposible decir de qué color, porque cambia de verde a rojo, y de rojo a azul cuando se vuelve de un lado a otro. Debajo de cada brazo lleva un paraguas; uno de ellos, con dibujos en el interior, los esparce sobre los niños buenos, y luego sueñan las historias más bonitas toda la noche. Pero el otro paraguas no tiene dibujos, y lo sostiene sobre los niños traviesos para que duerman profundamente y se despierten por la mañana sin tener ningún sueño.

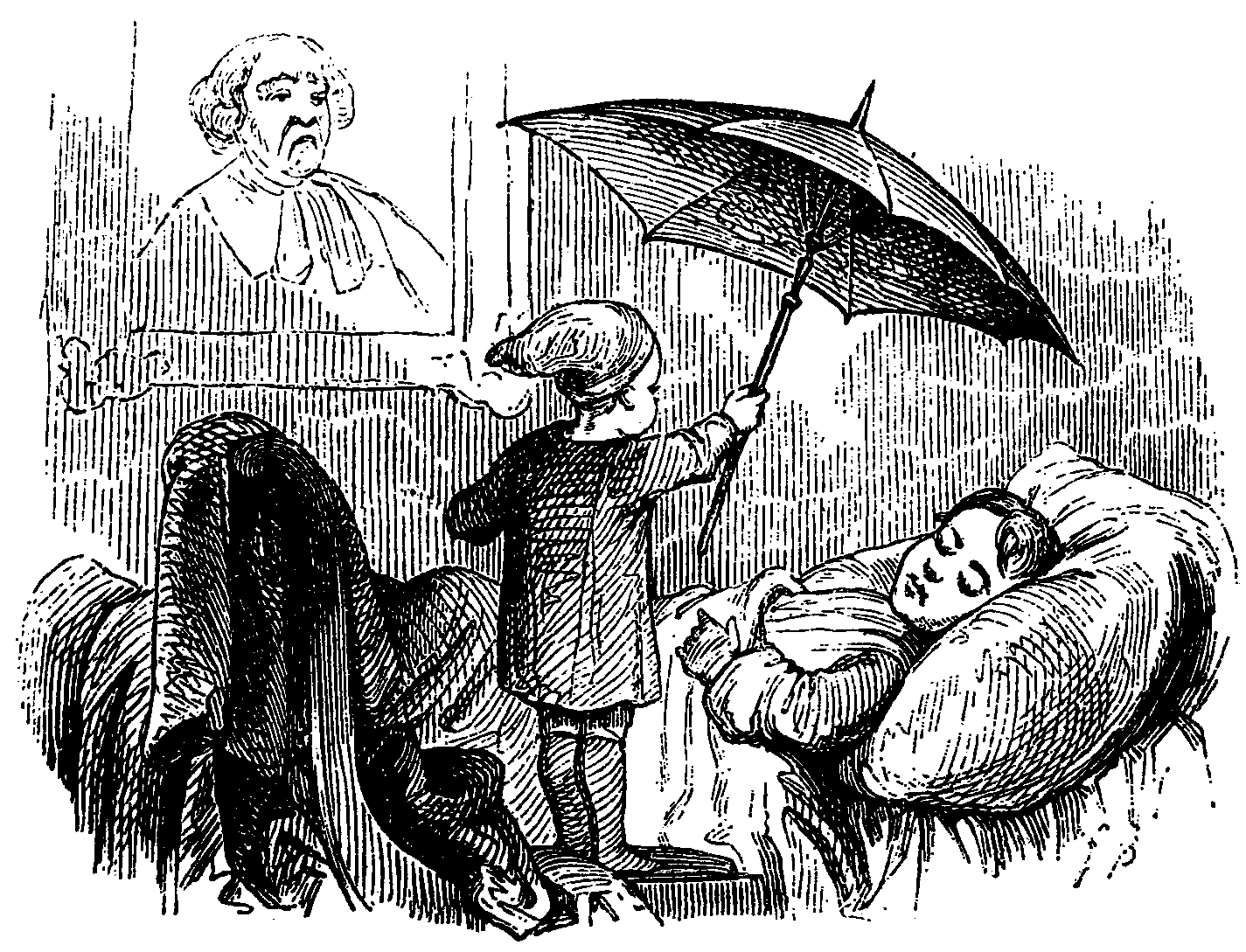
Vilhelm Pedersen depiction of " Ole Lukøje "

En Noruega y Suecia, se le llama John o Jon Blund y en los Países Bajos, Bélgica y en la excolonia sudafricana holandesa de sur de África, se lo conoce como "Klaas Vaak". Klaas Vaak es posteriormente usado como un personaje de un musical holandés 'De sprookjesmusical Klaas Vaak', tiene su propia serie de televisión 'Fairytales of Klaas Vaak' y es uno de los animadores del parque de atracciones 'Efteling'.

## Personalidad
Por lo general es el responsable de sueños felices y hermosos, amable con los adultos y en especial con los niños, así es mostrado en el mundo infantil, aunque en algunas historias adultas lo presentan como un personaje malvado, puesto que en algunos relatos aparece como un ser peligroso que causa pánico entre la gente, por ejemplo en una versión aparece arrancando los ojos de las personas que encontraba y dándoles de comer a sus "crías".

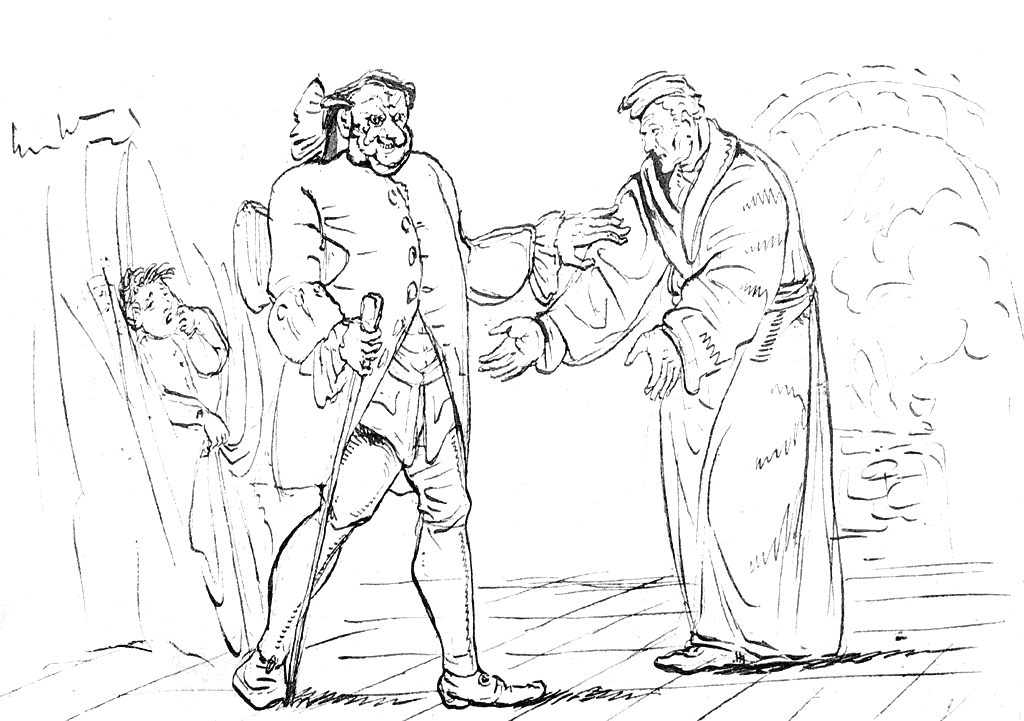
E.T.A Hoffmann, Sandman

## Presencia en música, cine y literatura
- Una serie de cuentos alemana fue titulada como Sandmännchen en honor a este personaje.
- Se le han dedicado canciones como "Mr. Sandman" (escrita por Pat Ballard y popularizada por el cuarteto vocal femenino The Chordettes), "Sandman" (de Hurts), "Sandmann" (del grupo alemán Oomph), "Enter Sandman" (escrita y tocada por Metallica), "Song of the Sandman (Lullaby)" (de Enya), "The Sandman" (de Heavenly) o bien, "Sandman Never Sleeps" (de My Bloody Valentine).[2]
- En español, el cantautor Francisco Gabilondo Soler, alias Cri-crí, compuso una canción a Juan Pestañas, el anciano de los sueños. Puede entenderse como una referencia a este personaje.
- En la serie de videojuegos de boxeo Punch-Out!! hay un personaje llamado "Mr. Sandman". Sus frases aluden a "mandar a dormir" al jugador.
- En la serie Sabrina la bruja adolescente, ella busca un empleo y encuentra en una oficina de empleos del Otro Reino el trabajo de Sandman.
- Existe una saga de cómics, conocida como The Sandman, escrita por Neil Gaiman y basada en este personaje.
- En la serie animada de Martin Mystery, sandman tiene el aspecto de un monstruo de arena, llega del mundo de los sueños al real debido a experimentos con pacientes que debían enfrentar sus miedos, Martín logra vencerlo al dejarlo atorado entre ambos mundos al cortar la energía eléctrica cuando sandman cruzaba usando un monitor de pantalla como portal hacia al mundo real.
- En la serie de televisión Charmed, en el episodio "Sand Francisco Dreamin'", Sandman es presentado como una especie de ángel que va de persona en persona esparciendo su polvo para que la gente pueda tener sueños en los que solucionar sus problemas. Sin la acción de este ser, los conflictos entre personas aumentan. También se demuestra que si se esparcen mayor cantidad de polvos del sueños que la necesaria, los sueños se materializan.
- En la película Rise of the Guardians se le representa como un hombre rechoncho con un toga de arena dorada, su piel es anaranjada y se comunica a través de imágenes de arena que conjura encima de su cabeza, pues él no puede hablar, es bueno con los niños y es amistoso.
- En la serie televisiva Sleepy Hollow hay un personaje llamado Sandman que castiga a quienes no ayudaron a su prójimo, enloqueciéndolos hasta provocarles el suicidio. Para esto, Sandman se introduce en los sueños arrojando su arena. La víctima despierta hipnotizada por el poder de Sandman con sus ojos tornados de blanco total. Tras la muerte de las víctimas, sus ojos comienzan a convertirse en arena.
- En un episodio de la serie animada francesa Miraculous: las aventuras de Ladybug, aparece un villano que es la versión malvada de Sandman, llamado "Dormilón" o "Sandboy", que viajaba en una almohada voladora esparciendo arena mágica y con el poder de hacer realidad las pesadillas de los demás. Fue finalmente derrotado por Ladybug y Cat Noir.
- En el videojuego Team Fortress 2, "The sandman" es un arma cuerpo a cuerpo desbloqueable para el Scout. Es un bate de madera con una empuñadura negra suave, con un logo que dice "The Sandman". Esto hace referencia a noquear o "dormir" a los rivales
- En los videojuegos de la saga The Strange Man, creada por Uri, Sandman es el protagonista de la segunda entrega
- En un episodio de la serie animada Unikitty! tras pasar la hora de dormir, aparece un personaje llamado "El arenero" quien se encarga de lanzar arena a los que se queden despiertos para dormirlos.
- En el videojuego Brawl Stars, representado como un adolescente capaz de controlar el arena llamado Sandy.
- A fines de 2021, Ed Sheeran lanzó la canción "Sandman", dedicada a su hija, Lyra Antarctica, nacida en agosto de 2020.
- En agosto de 2022 aparece el personaje "Sandman" en la serie original de Netflix "The Sandman", basada en el cómic escrito por Neil Gaiman.
- En 2023, se estrenó en Netflix una nueva serie televisiva de LEGO llamada LEGO DREAMZZZ, en donde al final del capítulo 14, apareció el personaje de THE SANDMAN.
- El 18 de septiembre de 2014 , al inicio del tercer episodio de la temporada 13 de la serie americana “Family guy” Stewie, el bebé, le dice a Brian que no ha dormido bien, que incluso contrató al SANDMAN para que lo ayudara a dormir, y aparece una escena en donde el personaje mitológico caracterizado como un hada mágica le arroja arena a la cara repitiendo  alegremente “sandman, sandman….” mientras Stewie permanece en su cuna con los ojos abiertos.